# Guna Yala
Guna Yala je indiánská rezervace v Panamě (další možná česká pojmenování mohou být výrazy indiánský region nebo indiánské teritorium). Přesný španělský název je „comarca indígena“. Pojem comarca je tradiční název pro administrativní dílčí územní celky Španělska a jeho bývalých kolonií. Panamské comarcas indígenas jsou území, kde podstatnou část obyvatelstva tvoří původní indiánské kmeny.
Nachází se na východě státu na pobřeží Karibského moře. Zabírá 3,18 % rozlohy celé Panamy a žije zde 0,97 % panamské populace. Z hlediska administrativně-územního členění Panamy je Guna Yala na stejné úrovni jako 10 panamských provincií a 2 další indiánská teritoria.

## Obyvatelstvo
V roce 2010 zde žilo 33 109 osob. Etnické složení populace bylo:
- 30 458 lidí indiánského původu, z toho 30 308 osob z etnika Guna
- 462 lidí afrického původu